# Priargunskij rajon
Il Priargunskij rajon (in russo Приаргунский район?) è un municipal'nyj rajon del Territorio della Transbajkalia, nell'Estremo Oriente russo. Ricopre una superficie di 5 185,6 chilometri quadrati e ha una popolazione di 16 061 abitanti. Istituito il 4 gennaio 1926 con il nome di Byrkinskij e ribattezzato il 30 marzo 1962 con il nome attuale. Il centro amministrativo è l'insediamento di tipo urbano di Priargunsk. Il rajon è suddiviso in due insediamenti di tipo urbano e 11 comuni rurali. Il confine con la Cina è segnato dal fiume Argun'; altri fiumi del territorio sono due suoi affluenti: l'Uruljunguj e la Verchnjaja Borzja.